# П'єтро Паролін
П'є́тро Паролі́н (італ. Pietro Parolin, 17 січня 1955, Ск'явон, Італія) — італійський кардинал, ватиканський дипломат, Державний секретар Святого Престолу.

## Життєпис
Після закінчення класичного ліцею у Віченці вступив до семінарії у Віченці, де вивчав католицьку теологію та філософію. Здобув ступінь бакалавра богослов'я на Богословському факультеті Північної Італії в Мілані.
У 1979 висвячений на диякона, після чого виконував душпастирське служіння в парафії Пресвятої Тройці в Скіо.
27 квітня 1980 в кафедральному соборі у Віченці отримав таїнство священства.
До 1982 був помічником пароха в Скіо.
З 1984 по 1986 навчався в Папській церковній академії.
У 1986 здобув ступінь доктора канонічного права в Папському григоріанському університеті.
1 липня 1986 вступив на дипломатичну службу Святого Престолу та став першим помічником в апостольській нунціатурі в Нігерії.
14 травня 1988 Папа Римський Іван-Павло II надав йому почесне звання капелана Його Святості (монсеньйора).
У 1989 переведений до Представництва Апостольського Престолу в Мексиці.
З 1992 був радником нунціатури Відділу стосунків з державами Державного секретаріату Святого Престолу і на цій посаді був відповідальний за дипломатичні відносини Святого Престолу з Іспанією, Андоррою, Італією та Сан-Марино.
30 листопада 2002 призначений віце-секретарем Відділу з відносин з державами.
17 серпня 2009 Папа Бенедикт XVI призначив його титулярним архієпископом Аквіпендіума та Апостольським нунцієм у Венесуелі. 12 вересня того ж року в соборі Святого Петра він отримав єпископську хіротонію. Головним святителем був Бенедикт XVI, а співсвятителями — кардинал Держсекретар Тарчізіо Бертоне та префект Конгрегації віровчення кардинал Вільям Джозеф Левада.
31 серпня 2013 Папа Римський Франциск призначив архієпископа П'єтро Пароліна Державним секретарем Святого Престолу. Офіційний вступ на посаду відбувся 15 жовтня 2013.
22 лютого 2014 призначений кардиналом-пресвітером з титулом церкви святих Симона і Юди Тадея на Торре Анджела.
Крім рідної італійської, володіє французькою, англійською й іспанською мовами.

## Нагороди
- Орден «За заслуги» II ст. (Україна, 28 грудня 2023) — за вагомий особистий внесок у зміцнення міждержавного співробітництва, підтримку державного суверенітету та територіальної цілісності України, популяризацію Української держави у світі[6]